# Кантри-блюз
Кантри-блюз (Сельский Блюз, англ. Country blues; также известен под названиями folk blues (фолк блюз или народный блюз), rural blues (деревенский блюз), backwoods blues (захолустный блюз), downhome blues (провинциальный блюз)) — архаический акустический блюз, основанный на сельском музыкальном фольклоре чернокожего населения США, в отличие от классического блюза, имевшего преимущественно городское бытование и поэтому называвшегося также биг-сити-блюзом (букв. блюз большого города).
Любимым инструментом кантри-блюзовых музыкантов стала гитара, привезённая черными невольниками из Мексики. Также часто используются скрипка, банджо, губная гармоника, реже из-за больших габаритов используется пианино.
Тексты первых кантри-блюзовых композиций рассказывали о жизни простых чернокожих невольников, постепенно тематика песен расширялась. Вместе с тем и музыка становилась сложнее, использовалось больше инструментов, а песни становились длиннее.
Кантри-блюзовые музыканты вначале имели сложную судьбу. В поисках заработка они были вынуждены вести бродячий образ жизни, нередко преследуемые владельцами ферм и плантаций, играя на танцах или пикниках.

## Наиболее известные исполнители
- Barbecue Bob
- Brownie McGhee
- Buddy Moss
- Charlie McCoy
- Elizabeth Cotten
- Etta Baker
- Furry Lewis
- Homesick James Williamson
- Jaybird Coleman
- Josh White
- King Solomon Hill
- Peetie Wheatstraw
- Ар Эл Бёрнсайд
- Robert Belfour
- Robert Pete Williams
- Robert Petway
- Tommy Johnson
- Willard Ramblin' Thomas
- Артур Крудап
- Биг Билл Брунзи
- Блайнд Блэйк
- Блайнд Бой Фуллер
- Блайнд Лемон Джефферсон
- Бо Картер
- Букка Уайт
- Гари Дэвис
- Генри Томас
- Джон Ли Хукер
- Дэвид Эдвардс
- Лайтнин Хопкинс
- Лонни Джонсон
- Мадди Уотерс
- Миссисипи Джон Хёрт
- Миссисипи Фред Макдауэлл
- Мэнс Липскомб
- Роберт Лерой Джонсон
- Роберт Лоури
- Скип Джеймс
- Слепой Вилли Джонсон
- Слипи Джон Эстес
- Сон Хаус
- Томми Маккленнан
- Уильям Сэмюэл Мактелл
- Фрэнк Эдвардс
- Чарли Паттон